# Сатанизм (альбом)
«Сатани́зм» — восьмой студийный альбом музыкального проекта «Коммунизм», записанный в 1989 году Егором Летовым и Константином Рябиновым и официально изданный в 2007 году. Состоит из двух тяжёлых шумных инструментальных композиций, изначально записанных для программы невышедшего альбома «Несанкционированное поведение всего».

## История альбома
Как вспоминал Летов, первые две композиции данного магнитоальбома предназначались не для «Коммунизма», а для другого сайд-проекта Летова, который так и должен был называться — «Сатанизм». Сам альбом получил рабочее название «Несанкционированное поведение всего», а вторая песня альбома (самая длинная, «Человеческий фактор в действии», длится 33 минуты) была фонограммой для музыкантов группы «Флирт», которые впоследствии приняли участие в другом альбоме «Коммунизма». Задуманная программа альбома так и не была реализована, а вышедший магнитоальбом получил название «Сатанизм» и вошёл в дискографию «Коммунизма».
В альбом вошли изначально две песни «Человеческий фактор» и «Человеческий фактор в действии», записанные в мае 1989 года. В издании 2007 года альбом был дополнен композициями «Стачка шахтёров в Кузбассе» (запись была сделана в июле 1989 года в Ленинграде, на репетиционной точке группы «АукцЫон», где группа «Гражданская оборона» записывала альбом «Песни радости и счастья») и «Без названия» (запись, сделанная в конце 1991-го — начале 1992-го в ГрОб-студии, во время работы над альбомом «Сто лет одиночества»).
Все песни были придуманы и записаны Егором Летовым и Константином Рябиновым. Во время записи использовались, по словам Летова, эксперименты с «ленточными и пластиночными кольцами, авангардными приставками и прочей чудовищной техникой».

…альбом «Сатанизм» — это уже даже не конкретная музыка, это использование всех шумовых техник, нам тогда подвластных. Мы занимались тем, что плавили гибкие пластинки, чтобы они перескакивали ровно в определённом порядке. Это был такой, как бы сказать, профессионализм дилетантских техник. Кольца из пластинок, огромное нагромождение всяких вертушек, очень странных колонок — у нас такие длинные колонки были, мы их носили туда-сюда. Это видеть надо было — два человека мечутся по квартире, гоняясь за ими же произведёнными звуками.— Егор Летов
В оформлении обложки альбома использована картина итальянского художника-неоэкспрессиониста Франческо Клементе «Имя» (1983).

## Список композиций
Издание «Мистерия звука» (2007), «Выргород» (2015)
| №  | Название                         | Автор(ы)     | Длительность |
| -- | -------------------------------- | ------------ | ------------ |
| 1. | «Человеческий фактор»            | Кузьма, Егор | 3:38         |
| 2. | «Человеческий фактор в действии» | Кузьма, Егор | 33:25        |

| №                   | Название                     | Автор(ы)                     | Длительность |
| ------------------- | ---------------------------- | ---------------------------- | ------------ |
| 3.                  | «Стачка шахтёров в Кузбассе» | Егор, Кузьма, Джефф, Климкин | 19:10        |
| 4.                  | «Без названия»               | Егор, Кузьма, Джефф          | 15:30        |
| Общая длительность: | Общая длительность:          | Общая длительность:          | 71:43        |

- № 1—2 записаны 6—8 мая и 22 сентября 1989 года в ГрОб-студии в Омске.
  - № 4 записан(а) в конце 1991 — начале 1992 года там же.
- № 3 записан(а) 23 июля 1989 года в Питере, на точке «АукцЫона».

## Участники записи
«Коммунизм»*
- Егор Летов — голос, ударные, электрические гитары, ленточные кольца, шумы
- Кузьма Рябинов — голос, бас, саксофон, электрические гитары, электрический орган (4), шумы
- Валерий Рожков — блок-флейта (2)

Дополнительные музыканты**
- Игорь «Джефф» Жевтун — голос (3), электрическая гитара (4)
- Аркадий Климкин — голос (3)

Производство*
- Егор Летов — сатанизм-арт, продюсер, (пере)сведение, реставрация, оформление, фото
- Кузя Уо — сатанизм-арт
- Наталья Чумакова — пересведение, реставрация, мастеринг
- Андрей Кудрявцев, Евгений Колесов, Анна Волкова — фото

* В соответствии с выходными данными 2007 года от «Мистерии звука» и Moon Records, а также 2015 года от «Выргорода».
** В соответствии с выходными данными не ранее 2015 года от «Выргорода».

## История релизов
| Страна  | Дата          | Формат         | Лейбл                                        | Каталог                        |
| ------- | ------------- | -------------- | -------------------------------------------- | ------------------------------ |
| Россия  | 2007          | CD (digipak)   | Мистерия звука                               | MZ 276-2                       |
| Россия  | 2 ноября 2015 | CD (digipak)   | Выргород                                     | ВЫРГОРОД 119                   |
| Украина | 2007          | CD (jewel box) | Moon Records (совместно с «Мистерией звука») | MR 2120-2 (основной), MZ 276-2 |

## Реакция на альбом
Альбом № 8 по имени «Сатанизм» есть чёрная дыра в пейзаже «Коммунизма». Даже самые преданные поклонники Егора Летова и компании признавались, что больше одного раза эту пластинку прослушать не смогли и не собираются. Между тем «Сатанизм», безусловно, является одним из основных оправданий группы «Коммунизм» как собственно музыкального проекта — здесь нет ни мелодекламаций Кузьмы, ни доходчиво выраженного концепта, ни схватываемых на лету цитат, но только жёсткое полномасштабное звукоизвлечение, весьма радикальное для СССР времён 1989 года. Разумеется, и «Коммунизм», и «Гражданская Оборона» всегда, так или иначе, использовали элементы нойза, ритуальной ритмики и шаманской подачи голоса. Однако на «Сатанизме» под вышеуказанные техники было отведено всё без остатка пространство этого некороткого альбома — в результате получился доподлинный сезон в аду с элементами стачки шахтёров в Кузбассе.— Максим Семеляк

### Общие
1. 1 2 3 4  См. стиль на Discogs Архивная копия от 18 февраля 2021 на Wayback Machine.
2. ↑  «Разумеется, и „Коммунизм“, и „Гражданская Оборона“ всегда, так или иначе, использовали элементы нойза, ритуальной ритмики и шаманской подачи голоса». — Статья Максима Семеляка о «Сатанизме» в буклете Архивная копия от 4 марта 2016 на Wayback Machine
3. ↑  Дополнительные лейблы смотреть в разделе «История релизов».
4. ↑  Согласно официальной альбомографии «ГрОб Records» на:
  - официальном сайте группы «Гражданская оборона» Архивная копия от 30 января 2012 на Wayback Machine
  - сайте «ГрОб-Хроники Архивная копия от 22 февраля 2021 на Wayback Machine»; журнал «Контр Культ Ур’а» (выпуск 1 Архивная копия от 24 февраля 2020 на Wayback Machine и 3 Архивная копия от 8 июля 2020 на Wayback Machine)
5. ↑  См. дату релиза на Discogs (ссылка 1 и ссылка 2).
6. ↑  «Сначала это было задумано как „Несанкционированное поведение всего“ группы „Сатанизм“, и есть такая дорожка, она в виде бонуса частично присутствует на „Веселящем газе“». — Егор Летов, из статьи Максима Семеляка в буклете альбома «Сатанизм» Архивная копия от 8 июля 2020 на Wayback Machine
7. ↑  Официальная альбомография ГрОб-Records. Дата обращения: 12 июля 2015. Архивировано 30 января 2012 года.
8. ↑  Примечание к записи на сайте «ГрОб-Хроники». Дата обращения: 5 февраля 2021. Архивировано 16 февраля 2021 года.
9. ↑  Описание из буклета альбома. Дата обращения: 12 июля 2015. Архивировано 4 марта 2016 года.
10. ↑  Name (1983) на официальном сайте художника. Дата обращения: 21 мая 2016. Архивировано 14 декабря 2016 года.
11. ↑  См. дату релиза на Discogs.
12. ↑  Российское «нормальное» издание
  - ГрОб-Хроники — Мистерия звука, CD Архивная копия от 8 июля 2020 на Wayback Machine

Российское «бракованное» издание
  - ГрОб-Хроники — Мистерия звука, CD Архивная копия от 9 мая 2020 на Wayback Machine
13. ↑  Выргород продолжает переиздание альбомов Коммунизма. 02.11.2015. Дата обращения: 30 мая 2021. Архивировано 9 декабря 2021 года.
14. ↑  ГрОб-Хроники — Выргород, CD. Дата обращения: 5 февраля 2021. Архивировано 8 июля 2020 года.
15. ↑  См. дату релиза на Discogs.
16. ↑  ГрОб-Хроники — Мистерия звука/Moon Records, CD. Дата обращения: 5 февраля 2021. Архивировано 8 июля 2020 года.

### Рецензии
1. ↑  Ступников Денис. Коммунизм «Сатанизм». km.ru (19 мая 2016). Дата обращения: 5 февраля 2021. Архивировано 13 февраля 2021 года.